# Mieczysław Porębski
Mieczysław Porębski (ur. 31 marca 1921 w Gnieźnie, zm. 10 września 2012 w Warszawie) – polski krytyk, teoretyk i historyk sztuki.

## Życiorys
Urodził się w rodzinie Jana (1885–1949), germanisty i filologa klasycznego, i Zofii z Różańskich (1891–1985). W dzieciństwie wielokrotnie zmieniał miejsce zamieszkania i szkoły. Przebywał w Łasku (1921–1924), Poznaniu (1924), Kępnie (1924–1927), Grudziądzu (1927–1928), Gniewie (1928–1931), Chełmży (1931–1937). Maturę zdał w 1938 wraz z ostatnim rocznikiem ośmioklasowego klasycznego gimnazjum w Piekarach Śląskich. W 1938 rozpoczął studia z historii sztuki na Wydziale Filologicznym Uniwersytetu Jagiellońskiego, które przerwała wojna.
W czasie okupacji uczęszczał do Szkoły Rzemiosł Artystycznych (Kunstgewerbeschule) w Krakowie. Współpracował z podziemnym teatrem Tadeusza Kantora. 2 lipca 1944 został aresztowany za działalność konspiracyjną w ZWZ-AK. Osadzony w obozie przejściowym w Płaszowie i więzieniu przy ulicy Montelupich. 27 lipca 1944 został przetransportowany do obozu koncentracyjnego Gross-Rosen, następnie Sachsenhausen, gdzie przebywał do wyzwolenia 3 maja 1945.
4 sierpnia 1945 powrócił do Krakowa. Ukończył studia z historii sztuki. Pod kierunkiem prof. Vojesława Mole 9 marca 1951 broni pracę magisterską na Wydziale Humanistycznym UJ. W latach 1950–1969 był wykładowcą w Akademii Sztuk Pięknych w Warszawie. Od 1970 profesor na Uniwersytecie Jagiellońskim. Od 1990 członek Polskiej Akademii Umiejętności, od 1974 kurator w Muzeum Narodowym w Krakowie. W latach 1952–1957 był redaktorem „Przeglądu Artystycznego”.
Zajmował się głównie sztuką XIX i XX wieku oraz teorią sztuki.
Laureat Nagrody "Miesięcznika Literackiego" (1973) za książkę "Ikonosfera" (Państwowy Instytut Wydawniczy). W 1995 roku został uhonorowany Nagrodą im. Kazimierza Wyki. W 2000 roku otrzymał Nagrodę Krytyki Artystycznej im. Jerzego Stajudy (wyróżnienie specjalne z okazji 80. urodzin). W 2002 został uhonorowany tytułem Doktora Honoris Causa Uniwersytetu Warszawskiego. We wrześniu 2002 otrzymał nagrodę Krakowska Książka Miesiąca za publikację Polskość jako sytuacja. 4 kwietnia 2011 podczas uroczystości jubileuszowej z okazji 90. urodzin otrzymał z rąk wiceminister kultury i dziedzictwa narodowego Moniki Smoleń Złoty Medal „Zasłużony Kulturze Gloria Artis”, nadany przez ministra Bogdana Zdrojewskiego. W 2012 roku został laureatem Nagrody Literackiej Gdynia.
Jedną z wystaw stałych prezentowanych w MOCAK-u Muzeum Sztuki Współczesnej w Krakowie jest Biblioteka Profesora Mieczysława Porębskiego. W zaaranżowanym gabinecie można zobaczyć prace, które Porębski dostawał od zaprzyjaźnionych artystów, a także skorzystać z jego księgozbioru.

## Wybrane publikacje
- Sztuka naszego czasu: zbiór szkiców i artykułów krytycznych z lat 1945–1955 (Warszawa, 1956)
- Malowane dzieje (Warszawa, 1961)
- Interregnum: studia z historii sztuki polskiej XIX i XX wieku (Warszawa, 1975)
- Granica współczesności: ze studiów nad kształtowaniem się poglądów artystycznych XX wieku (Wrocław, 1965)
- Pożegnanie z krytyką (Kraków, 1966)
- Kubizm: wprowadzenie do sztuki XX wieku (tom 68 serii wydawniczej Omega, Warszawa 1966)
- Ikonosfera (Warszawa, 1972)
- Sztuka a informacja (Kraków, Wrocław 1975)
- Dzieje sztuki w zarysie (Warszawa, t. I – 1976, t. III – 1988; tom II napisał prof. Ksawery Piwocki).
- Z. po-wieść (Warszawa, 1989)
- Deska (1997) - nominacja do Nagrody Literackiej Nike 1998[8]
- Nowosielski (Kraków, 2003, posłowie Krystyna Czerni) - książka znalazła się wśród finalistów Nagrody Literackiej Nike 2004

## Ordery i odznaczenia
- Krzyż Komandorski Orderu Odrodzenia Polski (1991)
- Złoty Krzyż Zasługi (22 lipca 1952)[9]

- Medal 10-lecia Polski Ludowej (19 stycznia 1955)[10]
- Złoty Medal „Zasłużony Kulturze Gloria Artis” (23 marca 2011)[11]